# República Socialista Soviética Carelo-Finesa
La República Socialista Soviética Carelo-Finesa (en finés: Karjalais-suomalainen sosialistinen neuvostotasavalta; en ruso: Карело-Финская Советская Социалистическая Республика) fue el nombre dado a la región de Carelia disputada entre Rusia y Finlandia, y anexionada por la Unión Soviética en 1940, después de la Guerra de Invierno. Su único canciller fue Otto Kuusinen, hasta 1956, cuando fue convertida en la república autónoma socialista soviética de Carelia dentro de la república socialista federativa soviética de Rusia y que equivale a la actual república de Carelia dentro de la Federación de Rusia.

## Historia
El territorio que comprende a la República estaba dividido entre la RSFS de Rusia y Finlandia antes de noviembre de 1939, y había cambiado varias veces de manos desde tiempos de la República de Nóvgorod. En la parte rusa, el territorio era administrado como una república autónoma socialista soviética de nombre RASS de Carelia.
Las fronteras fino-soviéticas de 1939 habían sido establecidas en el Tratado de Tartu el 14 de octubre de 1920. No obstante, al inicio de la Segunda Guerra Mundial, los soviéticos consideraron que con dichas fronteras, era muy poco viable una defensa efectiva de Leningrado ante una inminente invasión alemana. Después de intentar fallidamente persuadir a los finlandeses de ceder terreno en Carelia, específicamente alrededor del Lago Ládoga, la Unión Soviética recurrió a las armas.
El 30 de noviembre de 1939, la Unión Soviética atacó a Finlandia luego de idear el incidente de Mainila como excusa. La llamada Guerra de Invierno tenía como intención la ocupación total de Finlandia, y para legalizar esta invasión se proclamó la República Democrática de Finlandia, presidida por Otto Ville Kuusinen, quien había escapado a la Unión Soviética luego de que su partido fue derrotado en la guerra civil finlandesa. Debido al fracaso inicial de la invasión y al rechazo internacional a la misma, Stalin decidió no ocupar todo el país, y se decidió disolver la República Democrática de Finlandia, que para marzo de 1940 sólo comprendía territorio finlandés alrededor del Ládoga.
La guerra finalizó con el Tratado de Paz de Moscú, firmado el 13 de marzo de 1940. En dicho Tratado, el territorio de la República Democrática de Finlandia fue anexado a la Carelia Rusa, y se creó la República Socialista Soviética de Carelo-Finesa, siendo unida a la RSSA de Carelia, que a su vez fue separada de la RSFS de Rusia.
Otto Kuusinen siguió presidiendo los territorios de la Carelia soviética hasta 1956, cuando la misma fue "degradada" a la RSSA de Carelia, siendo integrada en la RSFS de Rusia por segunda vez. Con la disolución de la Unión Soviética, Carelia continuaría bajo control ruso, esta vez bajo el nombre de la república de Carelia.
Durante la Guerra de Continuación, Finlandia ocupó Carelia hasta 1944, cuando quedó claro que sus aliados alemanes perderían la II Guerra Mundial. El 19 de septiembre de 1944, el gobierno de Finlandia firmó el Armisticio de Moscú, cediendo más territorio a la Unión Soviética que fue anexado a la RSS Carelo-Finesa. Esto fue ratificado por Finlandia en el Tratado de París de 1947, renunciando a futuras reclamaciones del territorio perdido. Durante estos cambios, la RSS Carelo-Finesa cedió al óblast de Leningrado terrenos al sur, específicamente el istmo de Carelia junto con Výborg.